# Великие Луки
Вели́кие Лу́ки — город (первое упоминание в 1166 году) в Псковской области России. Является Городом воинской славы. Крупный многопрофильный торгово-промышленный и культурно-образовательный центр юга Псковской области. Город областного подчинения. Административный центр Великолукского района, в состав которого не входит. Образует одноимённый городской округ.

## История
Большое древнерусское поселение XII века находилось в 30 км от современного города, оно располагалось на знаменитом пути из варяг в греки. Впервые упоминается новгородскими летописцами как город Луки на Ловати под 1166 годом, когда киевский князь Ростислав I прибыл сюда для переговоров с новгородскими боярами.
Великие Луки упоминаются в новгородских берестяных грамотах № 675 (1140-е — начало 1160-х годов) и № 1005 (вторая четверть — середина XII века).
В 1211 году была построена Великолукская крепость для обороны подступов к Новгороду и Пскову.
За воинские заслуги город заслужил неофициальное звание «оплечье Новгорода» и «предсердие Москвы», к 1406 году Луки обрели прозвание Великих. С 1478 года город, как и вся Новгородская земля, оказался в подчинении Московскому княжеству.
Во время Ливонской войны здесь находилась ставка Ивана Грозного. В 1580 году на во время русско-польской войны 1577—1582 крепость была взята польско-литовскими войсками короля Стефана Батория. Через три года по Ям-Запольскому миру город был возвращён России. Великие Луки сильно пострадали в Смутное время.
С 1727 года центр Великолукской провинции Новгородской губернии.
В XVIII веке через город был проложен Белорусский государственный тракт. В конце XIX века через Великие Луки проходили почтовые тракты. В 1901 году (Обществом Московско-Виндаво-Рыбинской ж. д.) через город проложена железная дорога Москва — Ржев — Рига — Виндава (Московско-Виндавская железная дорога); в 1907 году — Бологое-Полоцкая железная дорога.
До середины 1927 года был уездным городом Великолукского уезда Псковской губернии Российской империи, затем административным центром Великолукского округа.
В Великую Отечественную войну оккупантами в городе было создано еврейское гетто. Его узники в количестве 59 человек были убиты в октябре 1941 года. Бои за освобождение Великих Лук были настолько ожесточёнными, что город прозвали «Малым Сталинградом». В городе создан музей и монумент Александру Матросову, совершившему свой подвиг у деревни Чернушки недалеко от Великих Лук.
С августа 1944 по октябрь 1957 года город был административным центром Великолукской области в составе РСФСР.
После распада СССР начался экономический и демографический кризис; население сократилось почти на четверть, до 86 тысяч жителей. 28 октября 2008 года Великим Лукам присвоено звание «Город воинской славы». Президент Российской Федерации Дмитрий Медведев подписал Указ № 1532, в котором городу Великие Луки было присвоено почётное звание «Город воинской славы». Великие Луки стал 14-м городом в стране, первым в Псковской области удостоенным этой чести. Основанием присвоения почётного звания «Город воинской славы» послужило:
- Великолукское сражение 1941 года, когда Великие Луки стал первым крупным городом СССР, временно освобождённым Красной Армией в ходе Великой Отечественной войны. Воины 22-й армии, великолукские ополченцы, первые партизанские отряды и группы более чем на 40 дней задержали продвижение захватчиков вглубь страны;
- Великолукская наступательная операция 1942—1943 года, проходившая параллельно с финальной частью Сталинградской битвы, закончившаяся окружением и разгромом немецкого гарнизона в Великих Луках, продолжалась около двух месяцев.

## Этимология
Город с 1166 по 1406 гг. носил название Луки; с 1406 года по настоящее время — Великие Луки. Существуют три основные версии происхождения топонима Луки:
- В форме множественного числа от лука́ — «кривизна, заворот реки; дуга, крутой меандр», «низменный и травный или лесистый мыс; поёмный луг, огибаемый рекою» (по В. И. Далю) — река Ловать, на которой расположен город, образует рядом с ним крутые излучины.
- В Древней Руси словом «лука́» называли также сырой участок земли. В некоторых славянских странах (Украина, Словакия, Беларусь) слово «лука» чаще обозначает «луг» или «заливной луг» — например, «великі луки» переводится с украинского как «обширные луга»[16] (см. М. Фасмер: «болотистый луг в долине», «низкая равнина», «травянистая лощина»)[17].
- Имя одного из первых правителей города — новгородского наместника Луки, посланного сюда из Холма (по преданию, приведённому М. И. Семевским).

## Официальная символика и атрибутика
Герб Великих Лук утверждён 28 мая 1781 года императрицей Екатериной II и является неверным гласным гербом. В начале XVIII века (1730 г.) утверждён герб для знамён Луцкого драгунского полка: «в золотом щите, на красном поле рука, выходящая из облаков и мечом перерубающая чёрного змея» (по Висковатову А. В.).
Версии происхождения герба: «По одной из них, луки — это излучины реки Ловать, которых в районе города как раз три. По другой, луки — боевое оружие средневековья — символ героического прошлого нашего города. И, наконец, третья версия считает, что три лука символизируют Новгород, Псков и Великие Луки, в древности военное братство трёх крупнейших городов Северо-Западной Руси».

## Физико-географическая характеристика
Великие Луки — приграничный город: до границы с Беларусью 80 км, с Латвией — 150 км. Город Великие Луки расположен в 250 км к юго-востоку от Пскова, в пределах Ловатской низины, на берегах реки Ловать (бассейн озера Ильмень).
| С-З | Псков ~ 261 км Таллин ~ 576 км       | Санкт-Петербург ~ 456 км       | Великий Новгород ~ 341 км      | С-В |
| З   | Даугавпилс ~ 315 км Вильнюс ~ 472 км | Роза ветров                    | Тверь ~ 371 км Москва ~ 478 км | В   |
| Ю-З | Варшава ~ 907 км                     | Витебск ~ 167 км Киев ~ 761 км | Смоленск ~ 240 км              | Ю-В |

Река Ловать разделяет город на два берега, имеющая двадцать шесть притоков, в районе Великих Лук: это речки Лазавица, Золотовка, и ручьи Коломенка, Озерцовский, Безымянный, Мурзинка и Ситовка. Река Лазавица, в южной части города и ручей Безымянный на северо-западе перегорожены плотинами, образуя неглубокие, но широкие пруды — рыбопитомники. В пределах городской черты Ловать делает 7 крутых поворотов излучин. Средний годовой расход воды реки Ловати у Великих Лук равен 20,2 м³/с; средний годовой модуль стока 6,62 л/(км²⋅с).

### Климат
Климат умеренно континентальный с продолжительной, снежной зимой с оттепелями и умеренно-тёплым, часто дождливым летом. В течение года преобладают ветры с южной составляющей (Ю, ЮВ, ЮЗ). Средние скорости ветра в годовом ходе изменяются от 3,2 м/с летом до 5,2 м/с — зимой. Продолжительность вегетационного периода — 4,5 месяца. Продолжительность отопительного сезона — 213 дней. Средняя продолжительность ледостава на реке 100—130 дней. Продолжительность купального сезона (температура воды +17 °C) на реке Ловать составляет практически все три летних месяца.
Район относится к зоне избыточного увлажнения, так как осадки превышают испарение. Относительная влажность воздуха высока в течение всего года, особенно в осенне-зимний период (80—88 %). Весной и летом её значения снижаются до 70—75 %. В период весеннего половодья ежегодно пойма реки затапливаются слоем до 2—3 м, местами до 4 м. Наличие территорий заболоченных почв в городской черте и мелких речных притоков, подъём грунтовых вод, приводит к случаям сезонного подтопления в весенне-осенний период.
| Показатель | Янв.  | Фев.  | Март  | Апр.  | Май  | Июнь | Июль | Авг. | Сен. | Окт.  | Нояб. | Дек.  | Год   |
| --- | ----- | ----- | ----- | ----- | ---- | ---- | ---- | ---- | ---- | ----- | ----- | ----- | ----- |
| Абсолютный максимум, °C | 10,7  | 9,3   | 18,7  | 27    | 33   | 32,5 | 35,7 | 36,2 | 30   | 24,3  | 15,8  | 10,5  | 36,2  |
| Средний суточный максимум, °C | −2,9  | −2,5  | 3,3   | 11,6  | 18,2 | 21,2 | 23,4 | 21,8 | 15,9 | 9,4   | 2,1   | −1,9  | 10    |
| Средняя температура, °C | −5,5  | −6    | −0,9  | 6,2   | 12,4 | 15,9 | 18   | 16,3 | 11   | 5,9   | −0,2  | −4,2  | 5,7   |
| Средний суточный минимум, °C | −8,6  | −9,8  | −4,8  | 1,3   | 6,5  | 10,5 | 12,5 | 11,2 | 6,8  | 2,6   | −2,5  | −7    | 1,6   |
| Абсолютный минимум, °C | −45,7 | −39,3 | −34,4 | −20,4 | −6,9 | −1,3 | 1,7  | −2,7 | −8,2 | −17,3 | −30,3 | −42,3 | −45,7 |
| Норма осадков, мм | 39    | 33    | 32    | 32    | 52   | 86   | 75   | 81   | 68   | 55    | 43    | 43    | 639   |
| Источник: «Погода и климат» (Метеостатистика для Псковской области Thermo-Karelia. Архивировано из оригинала 1 апреля 2009 года.) |       |       |       |       |      |      |      |      |      |       |       |       |       |

| Показатель                                                   | Янв.  | Фев.  | Март  | Апр. | Май  | Июнь | Июль | Авг. | Сен. | Окт. | Нояб. | Дек. | Год   |
| ------------------------------------------------------------ | ----- | ----- | ----- | ---- | ---- | ---- | ---- | ---- | ---- | ---- | ----- | ---- | ----- |
| Абсолютный максимум, °C                                      | 6,3   | 8,3   | 18,7  | 26,2 | 33,0 | 31,5 | 34,8 | 36,2 | 28,2 | 22,1 | 13,6  | 10,9 | 36,2  |
| Средний суточный максимум, °C                                | −4,2  | −1,9  | 3,5   | 11,9 | 19,9 | 22,0 | 24,8 | 23,3 | 17,4 | 9,1  | 3,6   | −0,8 | 10,7  |
| Средняя температура, °C                                      | −7    | −5,3  | −0,8  | 6,6  | 13,6 | 16,5 | 19,1 | 17,3 | 12,2 | 5,3  | 1,6   | −2,7 | 6,4   |
| Средний суточный минимум, °C                                 | −10   | −8,7  | −4,9  | 1,6  | 7,5  | 10,7 | 13,7 | 12,0 | 7,9  | 1,8  | −0,5  | −4,9 | 2,2   |
| Абсолютный минимум, °C                                       | −33,3 | −33,8 | −23,2 | −9   | −2,9 | 1,0  | 5,9  | 1,6  | −3,3 | −12  | −21   | −24  | −33,8 |
| Норма осадков, мм                                            | 44    | 34    | 30    | 39   | 52   | 77   | 79   | 76   | 54   | 58   | 54    | 47   | 644   |
| Средняя влажность, %                                         | 87    | 84    | 75    | 68   | 69   | 72   | 77   | 78   | 84   | 85   | 90    | 89   | 80    |
| Средняя скорость ветра, м/с                                  | 2,1   | 2,0   | 2,3   | 2,2  | 1,7  | 1,7  | 1,4  | 1,4  | 1,6  | 1,9  | 2,1   | 2,4  | 1,9   |
| Источник: Погода и Климат (компиляция данных с метеостанции) |       |       |       |      |      |      |      |      |      |      |       |      |       |

### Экология
Выбросы загрязняющих атмосферу веществ от стационарных источников, на одного жителя: 1995 г. — 79,7 кг; 2000 г. — 33,8 кг; 2005 г. — 30,4 кг; 2009 г. — 16,4 кг; всего за 2009 г. — 1,6 тыс. тонн. Диоксид серы — средняя за год и максимальная разовая концентрации ниже 1,0 ПДК; диоксид азота — средняя за год 1,7 ПДК, максимальная разовая 1,5 ПДК; удельный вес проб атмосферного воздуха выше ПДК в городе Великие Луки — 4,7 %.
МП «Водоканал» сброшено загрязнённых сточных вод в водоёмы (2009 г.): всего — 8,9 млн м³; в том числе без очистки — 1,6 млн м³ Процент неудовлетворительных проб воды из источников водоснабжения (2007 г.): по санитарно-химическим показателям — 87,5 %; по микробиологическим показателям — 7,7 % (цветность > 300 градусов, ХПК > 60 мгО/л — в реке Ловать; также в подземных водах — сероводород (H2S) 0,3—7,0 мг/л, солевого аммония (NH4) 0,8—4,0 мг/л, pH 7,3—7,9 мг-экв/л, недостаток фтора, йода). На водозаборах производится очистка подземных вод от сероводорода биохимическим методом.

## Местное самоуправление
Действующий Устав муниципального образования «Город Великие Луки» принят решением Великолукской городской Думы третьего созыва от 12 июля 2005 года № 57. Согласно ему структуру органов местного самоуправления составляют:
- Великолукская городская Дума — представительный орган;
- Глава города Великие Луки — глава муниципального образования. Глава города исполняет полномочия председателя Великолукской городской Думы, возглавляет Великолукскую городскую Думу и руководит ее деятельностью. Глава города избирается в порядке, установленном законом Псковской области, Великолукской городской Думой из своего состава тайным голосованием на срок полномочий депутатов Великолукской городской Думы. С 2017 года главой муниципального образования города Великие Луки является Козловский Николай Николаевич.
- Администрация муниципального образования «Город Великие Луки» — является постоянно действующим исполнительно-распорядительным органом местного самоуправления, наделенным в соответствии с Уставом муниципального образования собственной компетенцией в решении вопросов местного значения, а также осуществляющим отдельные государственные полномочия. Администрацию города возглавляет глава Администрации города и руководит ее деятельностью на принципах единоначалия. Исполняющей обязанности Главы Администрации муниципального образования «Город Великие Луки» (по данным на июль 2021 года) является Степанова Светлана Викторовна.

## Статус
- 1719—1796 Великие Луки — центр Великолукской провинции[24];
- 1796—1927 — центр Великолукского уезда Псковской губернии;
- 1928—1930 — окружной центр Великолукского округа в составе Ленинградской (1928 г.), а затем (1929 по 1930 г.г.) Западной области с центром в г. Смоленск[24];
- 1931—1934 — районный центр Великолукского района, город областного подчинения;
- 1935—1938 — окружной город Калининской области;
- 1938—1944 — опорный пункт на юго-западе Калининской области, город областного подчинения[24];
- 22 августа 1944—2 октября 1957 — областной центр Великолукской области, город областного подчинения[24];
- 1957—2004 — в составе Псковской области, районный центр Великолукского района, город областного подчинения;
- с 2004 года Великие Луки получил статус городского округа, одновременно является административным центром муниципального образования «Великолукский район».

## Планировка города
5 мая 1946 года Совнарком РСФСР утвердил генеральный план застройки Великих Лук. В соответствии с этим планом общую территорию города предполагалось расширить до 2 тысяч гектаров и ежегодно строить от 10 до 20 тысяч квадратных метров жилья.
После этого, было ещё несколько генеральных планов застройки города.

Ныне действующий генеральный план муниципального образования «Город Великие Луки» был принят и утверждён Великолукской городской думой 20.04.2010 г. 
Муниципальное образование Город Великие Луки представляет собой территорию со смешанной застройкой, в том числе малоэтажной, в том числе индивидуального жилья (1—3 этажа), среднеэтажной (4—8 этажей) и многоэтажной (от 9 этажей и выше), а также с объектами и развитой инфраструктурой обслуживания межрайонного и районного уровня. Согласно генеральному плану, территория города разделена на планировочные районы:
- «Северный»;
- «Южный»;
- «Центральный»;
- «Заречный».

В границы городской черты муниципального образования города Великие Луки входят бывшие сельские населённые пункты: Рябики, Трощанки, Самары, Зенцы, Кулёво, Веснинское, Сергиевская слобода, Лаврино, Глинка, Зяблище, Черковище, Божно.
Улицы города
Город в планировочной структуре имеет: площади, улицы, проспекты, бульвары, переулки, проезды.
За всю историю города Великие Луки названия улиц менялись неоднократно, на данный момент их насчитывается не менее двухсот.

## Население
| 1825     | 1831     | 1840     | 1856     | 1877     | 1897     | 1913     | 1917     | 1923     | 1926     | 1931     |
| -------- | -------- | -------- | -------- | -------- | -------- | -------- | -------- | -------- | -------- | -------- |
| 3700     | ↘3300    | ↗4400    | ↗5600    | ↗5700    | ↗8500    | ↗10 400  | ↗18 900  | ↘16 300  | ↗19 600  | ↗25 300  |
| 1939     | 1959     | 1962     | 1967     | 1970     | 1973     | 1975     | 1976     | 1979     | 1982     | 1985     |
| ↗34 932  | ↗58 939  | ↗68 000  | ↗80 000  | ↗85 994  | ↗95 000  | ↗98 000  | →98 000  | ↗103 045 | ↗106 000 | ↗111 000 |
| 1986     | 1987     | 1989     | 1990     | 1991     | 1992     | 1993     | 1994     | 1995     | 1996     | 1997     |
| ↘110 000 | ↗113 000 | ↗113 235 | ↗114 000 | ↗115 000 | ↗116 000 | ↗117 000 | ↘116 000 | →116 000 | →116 000 | ↗117 000 |
| 1998     | 1999     | 2000     | 2001     | 2002     | 2004     | 2005     | 2006     | 2007     | 2008     | 2009     |
| →117 000 | ↗117 100 | ↘116 300 | ↘115 000 | ↘104 979 | ↘104 300 | ↘103 500 | ↘102 400 | ↘101 100 | ↘100 300 | ↘99 289  |
| 2010     | 2011     | 2012     | 2013     | 2014     | 2015     | 2016     | 2017     | 2018     | 2019     | 2020     |
| ↘98 778  | ↘98 552  | ↘98 427  | ↘97 866  | ↘96 514  | ↘95 606  | ↘94 021  | ↘92 757  | ↘91 435  | ↘90 549  | ↗90 922  |
| 2021     | 2023     | 2025     |          |          |          |          |          |          |          |          |
| ↘86 711  | ↘85 989  | ↘84 655  |          |          |          |          |          |          |          |          |

На 1 января 2025 года по численности населения город находился на 195-м месте из 1124 городов Российской Федерации.
Составляет 14.74% от всего населения Псковской области.
По состоянию на 2010 год: число родившихся — 953 человек; число умерших — 1642 человек; общий коэффициент рождаемости — 9,6 промилле; общий коэффициент смертности — 16,6 промилле; число прибывших — 761; число выбывших — 1120 человек; миграционная убыль — −359 человек.
Национальный состав
По данным переписей населения 2002 и 2010 годов
| Национальность                                            | 2002 год, чел. | % от всего населения | % от указавших национальность | 2010 год, чел. | % от всего населения | % от указавших национальность |
| --------------------------------------------------------- | -------------- | -------------------- | ----------------------------- | -------------- | -------------------- | ----------------------------- |
| Русские                                                   | 100738         | 95,96 %              | 96,33 %                       | 94541          | 95,71 %              | 96,93 %                       |
| Украинцы                                                  | 1087           | 1,04 %               | 1,04 %                        | 777            | 0,79 %               | 0,80 %                        |
| Белорусы                                                  | 967            | 0,92 %               | 0,92 %                        | 736            | 0,75 %               | 0,75 %                        |
| Армяне                                                    | 381            | 0,36 %               | 0,36 %                        | 291            | 0,29 %               | 0,30 %                        |
| Азербайджанцы                                             | 233            | 0,22 %               | 0,22 %                        | 217            | 0,22 %               | 0,22 %                        |
| Евреи                                                     | 201            | 0,19 %               | 0,19 %                        | 113            | 0,11 %               | 0,12 %                        |
| Татары                                                    | 119            | 0,11 %               | 0,11 %                        | 112            | 0,11 %               | 0,11 %                        |
| Узбеки                                                    | 38             | 0,04 %               | 0,04 %                        | 93             | 0,09 %               | 0,10 %                        |
| Таджики                                                   | 41             | 0,04 %               | 0,04 %                        | 64             | 0,06 %               | 0,07 %                        |
| Поляки                                                    | 84             | 0,08 %               | 0,08 %                        | 46             | 0,05 %               | 0,05 %                        |
| Молдаване                                                 | 44             | 0,04 %               | 0,04 %                        | 44             | 0,04 %               | 0,05 %                        |
| Чуваши                                                    | 47             | 0,04 %               | 0,04 %                        | 43             | 0,04 %               | 0,04 %                        |
| Грузины                                                   | 55             | 0,05 %               | 0,05 %                        | 43             | 0,04 %               | 0,04 %                        |
| другие                                                    | 538            | 0,51 %               | 0,51 %                        | 411            | 0,42 %               | 0,42 %                        |
| всего указали национальность                              | 104573         | 99,61 %              | 100,00 %                      | 97531          | 98,74 %              | 100,00 %                      |
| не указали национальность, в том числе из адм. источников | 406            | 0,39 %               |                               | 1247           | 1,26 %               |                               |
| всего                                                     | 104979         | 100,00 %             |                               | 98778          | 100,00 %             |                               |

По итогам переписи населения 2020 года проживали следующие национальности (национальности менее 0,1 % и другое, см. в сноске к строке «Другие»):
| Национальность | Численность, чел. | Доля     |
| -------------- | ----------------- | -------- |
| Русские        | 79 421            | 91,59 %  |
| Украинцы       | 322               | 0,37 %   |
| Белорусы       | 299               | 0,34 %   |
| Армяне         | 177               | 0,20 %   |
| Азербайджанцы  | 133               | 0,15 %   |
| Таджики        | 111               | 0,13 %   |
| Другие         | 6248              | 7,22 %   |
| Итого          | 86 711            | 100,00 % |

 Занятость 
Доля занятого населения (по отраслям) (2009 г.):
Экономически активное население (2009 г.):
- моложе трудоспособного возраста — 15,8 %;
- трудоспособный возраст — 63,8 %;
- старше трудоспособного возраста — 20,4 %;
- численность занятого населения — 37,6 %;
- в материальном производстве — 15,2 тыс. человек;
- в непроизводственной сфере — 22,4 тыс. человек.

## Экономика
Городской округ Великие Луки и Великолукский район — единый агропромышленный, хозяйственный и социальный комплекс южной зоны Псковской области.
Город выполняет функции культурного, финансово-экономического, образовательного, гуманитарного, туристического и индустриально развитого административно-хозяйственного центра межрайонного и зонального уровня юга Псковской области.

Великие Луки — как опорный центр социального и культурно-бытового обслуживания, узел опережающего (концентрированного) развития межрайонного уровня и один из полюсов роста общеобластного значения, в перспективе должен быть направлен на усиление диверсификации и развитие существующих функций: крупного полиструктурного промышленного комплекса с развитой общественно-деловой инфраструктурой, входящего в южную зону экономической активности по области, с высокой долей предприятий агропромышленного и машиностроительного профиля, через усиление роли в территориальной «системе разделения труда» под влиянием притяжения двух крупнейших агломераций — Московской и Санкт-Петербургской; с формированием межрегионального кластера производственного характера, что обусловлено приграничным транзитным положением самой южной зоны, а также близостью к таким крупным экономическим центрам как Витебск и Смоленск.

Великие Луки несёт важную функцию южного координационного центра Псковской области, особенно в свете развивающихся связей области с соседними регионами Северо-Западного федерального округа, Беларуси, странами Евросоюза. Это предполагает более активное и тесное взаимодействие с межрегиональными агломерациями, приграничными областями Республики Беларусь и стран Балтии.
По состоянию на 2009 год на территории города Великие Луки действовало 4109 субъектов малого и среднего предпринимательства. Численность работающих на малых и средних предприятиях, а также предпринимателей без образования юридического лица, составила 16 028 человек.
К таким, в частности, относится сфера торговли, в которой занято более 60 % субъектов малого и среднего предпринимательства.
На долю в транспорте приходится — 9,4 %;
обрабатывающем производстве — 7,5 %;
строительстве — 4,4 %;
социально значимых бытовых услугах — 2,6 %;
сельском хозяйстве — 0,4 %.

### Промышленность
- Доля промпроизводства (2009 г.)[62]:

- электрооборудования — 15 %;
- пищевых продуктов — 25 %;
- машин и механизмов — 13 %;
- металлоизделий — 10 %;
- текстильное и швейное — 4 %;
- неметаллических минеральных изделий — 3 %.

- Объём отгруженных товаров собственного производства обрабатывающей отрасли (на 2011 г.) — 25,38 млрд руб.

Доля великолукских предприятий в производстве Псковской области составляет почти 40 %; объём обрабатывающей отрасли — сопоставим с уровнем Пскова.
Ключевые исторически сложившиеся отрасли, определяющие структуру дальнейшего развития экономики города и ведущие предприятия:
- Торговое оборудование:
  - ЗАО «Опытный завод Микрон»;
- Электротехнические изделия:
  - Великолукский кабельный завод (ООО «ВЛКЗ»);
  - ООО Кабельный завод «Алюр»;
  - Филиал ОАО «Элиз» «Великолукский завод электротехнического фарфора»[69];
  - ООО «Силовые машины — завод Реостат»;
  - ЗАО «Завод электротехнического оборудования» (ЗЭТО)[70];
  - ОАО «Завод щелочных аккумуляторов Импульс» (ВЗЩА).
- Продукция машиностроения:
  - «Великолукский машиностроительный завод» («Велмаш»);
  - Компания «Подъёмные машины»;
  - ОАО «Великолукский завод Лесхозмаш»;
  - ОАО «Великолукский опытный машиностроительный завод»;
  - Завод ОАО «Транснефтемаш»;
  - локомотиво-вагоноремонтное предприятие (депо)[71].
- Швейное производство: ЗАО Швейная фабрика «Велфа»; ЗАО «Кварт»; ЗАО «Трикотажная фабрика Тривел».
- Пищевая промышленность: ЗАО «Великолукский молочный комбинат» (молококомбинат и сырзавод); ООО «Великие Луки — зернопродукт» (комбикорма); ООО «Великолукский комбинат хлебопродуктов»; СПРК «Колхоз Красный рыбак» (рыбокомбинат); ОАО «Великолукский мясокомбинат» (мясопереработка).

### Торговля, сервис и услуги
- Торговый центр «Апельсин»
- Главный Гостиный ряд (Начало XX в.)
- Торговый центр «Планета»
- Кафе-ресторан «Баязет»

На территории Великих Лук присутствуют как локальные бизнес-офисы, так и региональные филиалы — представительства крупнейших сетей ведущих российских лидеров розничной торговли, в том числе фирменные магазины наиболее популярных брендов: ООО «Великолукские колбасы», «Молоколамск» и др.
Два центральных Городских рынка (на 1462 торговых мест): торговля «выходного дня» проводится каждую субботу на 2 площадках. Сложилась практика проведения ежегодных продовольственных ярмарок («Весна» и «Осень»), — где розничную продажу осуществляют свыше 140 хозяйствующих субъектов.
Оборот розничной торговли крупных и средних организаций (на 2010 г.) — составил 1567,9 млн рублей.
| Розничная торговля и общественное питание, число объектов: | Розничная торговля и общественное питание, число объектов: | Розничная торговля и общественное питание, число объектов: |
| ---------------------------------------------------------- | ---------------------------------------------------------- | ---------------------------------------------------------- |
| Магазины                                                   | Торговые центры                                            | Павильоны                                                  |
| 432                                                        | 6                                                          | 76                                                         |
| Палатки и киоски                                           | Аптеки                                                     | Общедоступные столовые                                     |
| 63                                                         | 21                                                         | 25                                                         |
| Рестораны, кафе, бары                                      | Автозаправочные станции                                    | Универсальные рынки                                        |
| 43                                                         | 13                                                         | 2                                                          |

| Бытовое обслуживание населения, число объектов: | Бытовое обслуживание населения, число объектов: | Бытовое обслуживание населения, число объектов: |
| ----------------------------------------------- | ----------------------------------------------- | ----------------------------------------------- |
| Ремонт обуви                                    | Ремонт одежды                                   | Ремонт аппаратуры                               |
| 14                                              | 6                                               | 13                                              |
| Ремонт транспорта                               | Ремонт мебели                                   | Химчистка                                       |
| 17                                              | 7                                               | 2                                               |
| Прачечные                                       | Ремонт жилья                                    | Бани и сауны                                    |
| 3                                               | 13                                              | 3                                               |
| Парикмахерские                                  | Фотоателье                                      | Ритуальные                                      |
| 54                                              | 6                                               | 11                                              |

### Транспорт
Учитывается выгодное экономико-географическое и геополитическое положение Псковской области на стыке нескольких регионов и пересечении осей транзитных потоков европейской интеграции панъевропейского Северо-западного транспортного коридора (PE-9). Наличие вблизи федеральных автомагистралей обеспечивает транзитный потенциал, позволяя городу стать значимым южным областным распределительным центром логистики, крупным перевалочным пунктом, стоящим на перекрёстке торгово-транспортных артерий. С точки зрения международных и междугородных связей, город является важным железнодорожно-транспортным узлом, претендующим на роль логистического центра субрегионального масштаба, который способен обслуживать не только рынок юга Псковской области, но и потоки товаров из регионов России и Зарубежья. В перспективе Великие Луки, как и Псковская область, — это удобный и надёжный транспортной коридор, соединяющий ЕС и Россию.
Город является узлом магистрального нефтепровода «Сургут — Полоцк». До 1 апреля 2015 года в нём располагался филиал ООО «Транснефть-Балтика» БТС-II.
Удобное расположение относительно транспортных коммуникаций обеспечивает эффективность автотранспортных и железнодорожных перевозок. Великие Луки находятся вблизи 300 метров от федеральной автотрассы М9 «Балтия» (Москва — Бурачки — граница с Латвией), которая связана с автомагистралью Р23 (Санкт-Петербург — Лобок — граница с Беларусью). По центру города проходит региональный путь Р51 (Шимск — Невель). Город пересекают железнодорожные линии Москва — Себеж — Рига и Бологое-Московское — Великие Луки — Полоцк, связывающие Великие Луки с городами Беларуси, а также Калининградом и другими крупными городами Прибалтики. В 2018 году был открыт путепровод через железную дорогу.
- Автовокзал
- Железнодорожный вокзал. Великие Луки напрямую связаны удобными ежедневными поездами и междугородним автобусным сообщением с двумя столицами: Москвой и Санкт-Петербургом. Время в пути составляет около 10 часов.
- Аэропорт «Великие Луки» авиакомпании «Лукиавиатранс» (воздушное гражданское сообщение в настоящее время отсутствует).
- В городе 22 пассажирских автобусных маршрута (ГППО «Лукиавтотранс»). С 1 июля 2021 года в Великих Луках курсируют городские автобусы большого класса. Новая техника задействована на маршруте № 13 «Райбольница-Льнозавод»[75].

Доля автодорог с твёрдым покрытием — 52,5 %. После появления путепровода был построен первый в Псковской области подземный переход (на пересечении проспекта Ленина и улицы Дьяконова: три подземных перехода, не связанные между собой, и одна «зебра» — пешеходный переход).
К декабрю 2024 года в рамках национального проекта «Безопасные качественные дороги» было отремонтировано 10,2 км трассы Великие Луки — Новосокольники. В 2025 году планируется потратить на содержание улично-дорожной сети города 100 миллионов рублей, деньги пойдут на очистку дорог от снега и пыли, очистку тротуаров, автобусных остановок, водоприёмных колодцев и железнодорожных путепроводов, ремонт ливнёвок, ям, установку новых мусорных урн и окраску металлических перил.

### Связь и телекоммуникации
Связь населения телефонной сетью общего пользования (количество номеров на 100 семей) — 75. Число универсальных таксофонов — 4.
Услуги почтовой связи в городе предоставляются филиалом «Великолукский почтамт» УФПС Псковской области АО «Почта России» — в 11 отделениях связи.
Интернет и мобильная связь представлены операторами:
- «МТС» (3G UMTS/HSDPA/4G LTE)
- «МегаФон» (Yota) (3G UMTS/HSDPA/4G LTE)
- «Ростелеком» (бренд Tele2 Россия) (2.5G GPRS/EDGE/3G UMTS/HSDPA/4G LTE)
- «Билайн» (3G UMTS/HSDPA/4G LTE)
- Филиал «Псковская ГТС» («МегаФон») (ADSL)
- «ТВ-ком» — кабельное ТВ (аналоговое, цифровое), Интернет, IPTV.
- Филиал «Авангард Северо-Запад» (ADSL)
- «Март» (ВОЛС/Ethernet)
- «Импульс-ТВ» (Цифровое ТВ + Интернет)

Имеются местные частные интернет-кафе. Интернет-зал в Центральной библиотеке имени М. И. Семевского и УФПС «Почта России» (ПКД «КиберПочта»).

### Жилищно-коммунальное хозяйство
Обеспеченность домохозяйств объектами инфраструктуры, в процентах (2009 г.):
- водопроводом (с колонками) — 100 %;
- канализацией — 81,6 %;
- электроплитами — 11,2 %;
- газом (сетевым и сжиженным) — 82,9 %;
- центральным теплоснабжением — 74,5 %;
- горячим водоснабжением — 11,2 %.

Проекты генерального плана территории центрального района Великих Лук подлежат точечному уплотнению и модернизации с увеличением общественно-деловых функций, туристских и социальных, а также функций исторического города.
Теплоснабжение и центральное отопление в Великих Луках обеспечивает МУП «Тепловые сети» (число источников теплоснабжения — 19).
Газоснабжение — ООО «Псковрегионгаз» (от ветки магистрального газопровода «Порхов — Великие Луки»). Электроэнергию поставляет ОАО «МРСК Северо-Запад» «Псковэнергосбыт» (от подстанции 330 кВ / 110 кВ «Псковская ГРЭС — Новосокольники» 270 МВА). Централизованное водоснабжение и водоотведение (канализация) — МП «Водоканал» (состоящее из 26 подразделений).
Около 30 % водозабора Великих Лук — осуществляется из реки Ловать; 70 % — из 10 артезианских скважин. В окрестностях города выявлены и разведаны 3 участка подземных вод саргаевско-бурегского водоносного комплекса в количестве 60 тыс. м³/сут. (в перспективе 130 тыс. м³/сут.):
- на юго-восточной городской окраине;
- у южной оконечности озера Божного;
- на левобережье реки Ловать у ручья Коломенка.

Жилищный фонд по данным на 2009 год:
- количество жителей в мало и среднеэтажной застройке (3—12 этажей) — 77 тыс. чел. (площади жилья — 1790,0 тыс. м²);
- в застройке 1—2 этажа — 23 тыс. человек (площади жилья — 598,7 тыс. м²).

### Бюджет
Удельный вес расходов в разрезе разделов и основных статей затрат (2009 г.):
Исполнение расходов бюджета города имеет образовательно-социальную направленность. Анализ структуры доходов показал, что удельный вес налоговых доходов в общем объёме составил — 36,6 %, не налоговых доходов — 19,4 %, межбюджетных трансфертов — 44 %. Местные доходы в отчётном 2009 году получены в сумме — 659,75 млн руб. Доля собственных доходов — 48,9 % (от общего объёма, равного 1178,67 млн руб). Безвозмездные поступления (дотации, субсидии, субвенции) от вышестоящих бюджетов РФ — 518,92 млн руб. Исполнение расходной части бюджета составило — 1199,87 млн руб. В 2009 году дефицит бюджета составил: 21,2 млн руб. (около 12 %).

### Инвестиционный потенциали стратегия развития
- Инвестиционный паспорт МО город Великие Луки
- Псков и область: люди, ресурсы, возможности. Деловая карта России. - СПб.: ИД «РИАЛ-Пронто», 2008. - 32 с. (Archived)

- Инвестиции в основной капитал, осуществляемые организациями муниципального образования (2009 г.) — 2,2 млрд руб.
- Инвестиции в основной капитал за счёт средств муниципального бюджета — 48,47 млн руб.
- Сравнительный удельный вес по инвестициям городов Пскова и Великих Лук (2008 г.) — 52,8 % и 10,6 %.

Оказывается содействие участию субъектов малого и среднего предпринимательства в городских, региональных, межрегиональных и международных торгово-промышленных выставках и ярмарках: в городе расположен филиал Псковской областной Торгово-промышленной палаты, действует Всероссийская общественная организация поддержки малого и среднего предпринимательства «Опора России» и Центр поддержки гражданских инициатив «Согласие».
Осуществление совместных культурных программ и делового обмена опытом с ближайшими районами как России, так и Беларуси: как площадка для проведения международных фестивалей и встреч. Город открыт для взаимовыгодного, стабильного и долговременного торгово-делового, промышленного, научно-технического и культурного сотрудничества.

## Здравоохранение
- ГБУЗ ПО «Великолукская межрайонная больница», имеет в своей структуре стационар на 457 коек (улица Больничная, 10), поликлинику на 800 посещений в смену (улица Пионерская,10), родильный дом на 70 коек (улица С. Ковалевской, 20)[80], станция скорой медицинской помощи (улица Тимирязева,12).
- ГБУЗ ПО «Великолукская детская городская больница» (улица С. Ковалевской, 18/16), в своей структуре имеет стационар и детскую поликлинику на 600 посещений в смену[81].
- Частное учреждение здравоохранения «Больница „РЖД-Медицина“ города Великие Луки» (проспект Гагарина,97), имеет в своей структуре стационар на 90 коек и поликлинику на 250 посещений в смену[82].
- ГАУЗ ПО «Великолукская стоматологическая поликлиника» на 300 посещений в смену (проспект Гагарина,9)[83].
- Филиал Великолукский Псковской областной станции переливания крови (улица Больничная,4).
- Филиал Великолукский ГБУЗ ПО «Наркологический диспансер Псковской области» (улица Сибирцева,40).
- Филиал Великолукский ГБУЗ ПО «Кожно-венерологический диспансер Псковской области» (улица Некрасова,9).
- Филиал Великолукский ГБУЗ ПО «Онкологический диспансер Псковской области» (улица Ставского,77).
- Филиал Великолукский ГБУЗ ПО «Противотуберкулёзный диспансер» (улица Сибирцева,45).
- Великолукский филиал ФБУЗ «Центр гигиены и эпидемиологии в Псковской области»(улица Тимирязева,9).

- Родильный дом города Великие Луки
- Пункт скорой помощи
- Строившийся больничный комплекс (ныне законсервирован)

## Органы социальной защиты
Местные действующие благотворительные и общественные организации: «Филиал Псковской областной организации Всероссийского общества слепых»; Великолукский филиал «Всероссийское общество инвалидов» (ВОИ); Региональное отделение «Всероссийское общество глухих» (ВОГ); ООО Великолукское городское отделение «Российский красный крест».
В 2010 году прошла претендующая на статус ежегодной, осенняя благотворительная выставка-ярмарка «Щедрость осени — щедрость сердца».
В городе существуют стационарные учреждения медико-социальной реабилитации:
- ГБУСО «Центр помощи детям, оставшимся без попечения родителей, г. Великие Луки»;
- ГОУ «Специальная (коррекционная) общеобразовательная школа № 9 VIII вида»;
- ГБОУ «Великолукская общеобразовательная школа-интернат для детей, нуждающихся в социальной поддержке»;
- ГБУСО «Реабилитационный центр для детей и подростков с ограниченными возможностями»;
- ГБУСО «Великолукский дом-интернат для престарелых и инвалидов»;
- «Психоневрологический интернат»;
- ГБУСО «Центр социального обслуживания г. Великие Луки».

## Образование

### Высшее образование
- ФГОУ ВПО Великолукская государственная сельскохозяйственная академия (ВГСХА)
- Великолукская государственная академия физической культуры (ФГБОУ ВПО ВЛГАФК) (на базе которой действует НИИ проблем спорта и физической культуры).
- Филиал Санкт-Петербургского государственного университета путей сообщения (ПГУПС)
- Филиал Псковского государственного университета

В 1945—1970 действовал Великолукский педагогический институт.

### Среднее профессиональное образование
- Великолукский политехнический колледж;
- Техникум железнодорожного транспорта имени К. С. Заслонова (ВЛТЖТ)[85]. Открыт 4 сентября 1902 года[86];
- Лесохозяйственный техникум;
- Строительный колледж;
- Медицинский колледж;
- Великолукский филиал Санкт-Петербургского Электротехнического колледжа (СПЭТК);
- Великолукский механико-технологический колледж.

### Среднее общее образование
На территории города функционируют с 17 учреждений среднего общего образования (МБОУ), в том числе:
- 11 средних школ (№ 1, 2, 3, 5, 6, 7, 9, 12, 13, 16, 17);
- 1 гимназия имени С. В. Ковалевской (бывшая школа № 3);
- 1 педагогический лицей (бывшая школа № 4);
- 3 лицея (№ 10, 11, Инженерно-экономический лицей)
- 1 кадетская школа (бывшая школа № 8);
- 1 центр образования (очно-заочная школа, для учащихся 7—8—9 классов очная форма обучения, для 10—11—12 классов — заочная) .

### Дошкольное образование
В городе имеется 20 детских дошкольных учреждений различного типа.

### Дополнительное образование
В городе работает 4 учреждения дополнительного образования:
- Центр детского (юношеского) технического творчества;
- Дом детского творчества имени героя Советского Союза А. Матросова
- Детско-юношеская спортивная школа № 1 Атлетика;
- Детско-юношеская школа Олимпия.

- Великолукская государственная сельскохозяйственная академия
- Великолукский техникум железнодорожного транспорта имени К. С. Заслонова
- Учебный корпус ВГСХА
- Здание Великолукского Реального училища (начало XX в.) Ныне Академия физической культуры (ВЛГАФК).

## Общество

### Культура и искусство
Не муниципальные учреждения сферы культуры:
- Дом культуры железнодорожников

Сеть муниципальных учреждений сферы культуры и дополнительного образования представлена:
- Великолукский краеведческий музей.
- МУК «Центральная библиотека имени М. И. Семевского» (включает 6 публичных общедоступных отделений) и «Великолукская центральная районная библиотека имени И. А. Васильева».
- Два общегородских Дома культуры и отдыха (с гастрольно-концертной площадкой).
- Великолукский драматический театр (одними из основателей были С. М. Эйзенштейн, Д. А. Яркин)[88].
- Кинотеатр «Родина».
- «Детская художественная школа имени А. А. Большакова».
- «Городская филармония»: камерный хор («Кант»); фольклорный ансамбль («Заряница»); музыкальный театр («Трубадур»).
- «Детская музыкальная школа имени М. П. Мусоргского»;
- «Детская музыкальная школа № 3».
- «Детская школа искусств».
- «Центр эстетического воспитания» (с мастерскими прикладного творчества).
- Центральная выставочная площадка «Художественный салон» и Выставочный зал «Мир искусств».
- Музей Великолукского железнодорожного техникума и Музей Героя Советского Союза К. С. Заслонова[89].
- Областной музей почтовой связи[90].
- Музей истории образования города Великие Луки[91].

Учащиеся школ становятся дипломантами международных и межрегиональных выставок, фестивалей, конкурсов (около 100 дипломантов различного уровня). В 2009 г. реализован библиотечный проект: «Великие Луки — областная столица детской и юношеской книги». В 2010 году в Великих Луках — проходил VII Международный книжный форум «Русский Запад». Действует «Фонд содействия восстановлению исторических памятников»; Ассоциация «Союз возрождения Псковского края».
- Дом культуры имени В. И. Ленина
- Краеведческий музей
- Великолукский драматический театр
- Здание Центра эстетического воспитания (улица Ботвина)

### Физическая культура и спорт
Для создания возможностей массового занятия спортом организовано в двух детско-юношеских спортивных школах (ДЮСШ № 1 «Атлетика» — отделения спортивной и художественной гимнастики и аэробики, лёгкой атлетики, шахмат. ДЮСШ «Олимпия» — велосипедный спорт, пулевая стрельба и стрельба из лука.).
Кроме указанных школ в городе функционируют:
- МАУ «Спортивная школа олимпийского резерва Экспресс» — отделения футбола, баскетбола, волейбола.
- МУ Спортивный комплекс «Строитель» виды спорта, как бокс, борьба и самбо.

В МОУ «Кадетская школа» делается ориентир на МЧС и РОСТО (ДОСААФ).
Имеется филиал академии ФК «Зенит» Санкт-Петербург.
Для обеспечения спортивных мероприятий используются: Спортивно-оздоровительный комплекс и стадион «Строитель» (около 1000 мест) (включающий бассейн, хоккейную коробку); Стадион «Локомотив» (около 1000 мест); стадион «Экспресс» (около 2500 мест), спорткомплекс «Айсберг» (включающий два бассейна и ледовую арену). 10 сентября 2014 года открылся спорткомплекс для лучников «Стрелец», в котором также работают спортивные секции по различным видам спорта, а также проводятся различные чемпионаты и соревнования. Местные футбольные клубы: «Велмаш», «Гранит-ВЗЭФ», «Экспресс», «Луки-Энергия» и другие.
Аэродром используется также как спортивный — здесь базируется Великолукский аэроклуб РОСТО.
В д. Переслегино (Великолукский р-он) ежегодно с мая по сентябрь включительно функционирует спортивный вейкбордический клуб «Вейк Луки Парк» — обучение и тренировки по кабельному вейкборду на местном водоеме, спортивная воркаут-площадка и тренажерный зал под открытым небом.
СПОРТИВНЫЕ СООРУЖЕНИЯ ГОРОДА
| Год  | Стадионы с трибунами | Плоскостные (площадки и поля) | Спортзалы | Плавательные бассейны (крытые) | Лыжные базы | Стрелковые тиры | Тренажёрных залов | Спортивных сооружений всего |
| ---- | -------------------- | ----------------------------- | --------- | ------------------------------ | ----------- | --------------- | ----------------- | --------------------------- |
| 2009 | 3                    | 34                            | 42        | 3                              | 4           | 8               | 18                | 108                         |

### Молодёжная политика
В рамках реализации как областных, так и местных городских программ, ежегодно проходят молодёжные районные акции и творческие фестивали: «Юные таланты 21 века»; «Праздник славянской письменности и культуры»; «Под флагом России достойно путь вершим»; «Мы против наркотиков»; Фестиваль «Студенческая весна»; Фотовыставка работ молодых фотолюбителей; Конкурс «Одиссея разума»; При школах действует «СТЭМ» (Союз творческой эрудированной молодёжи); Фестиваль авторской песни и поэзии «Многоголосье»; Городской вечер молодёжного туризма; Городской литературный конкурс «Многоточие…»; Фестиваль бальных танцев; Городской фестиваль уличной субкультуры «Альтернатива». В 2009 году состоялся первый международный конкурс юных исполнителей в городе Великие Луки, в котором участвовали около 100 представителей из России, Беларуси. Особое место занимают патриотические акции: Военно-спортивные соревнования, посвящённые Дню освобождения города; «Звёздный поход» в деревню Чернушки к месту подвига А. Матросова; «Земляки на службе»; «Обелиск у дороги»; Международный ежегодный молодёжный сбор военно-спортивных организаций «Союз — Наследники Победы» в городе Великие Луки (2010).

### Православные храмы и церкви
В конце XIX века в Великих Луках было 16 православных храмов и два монастыря. Духовное училище в городе было открыто в 1853 году. В 1990-е гг. — был заново отреставрирован кафедральный Свято-Вознесенский собор бывшего Вознесенского женского монастыря (1768 г.); восстановлены часовни Св. Александра Невского (1884 г.) и Св. Екатерины. Сохранилась кладбищенская Казанская церковь (1821 г.), служения в которой не прекращались и в советскую эпоху.
Организованы общины прочих вероисповеданий, силами прихожан из числа приезжих, переселенцев из стран Балтии и имеющих родственные корни потомков немцев, белорусов, латышей, эстонцев и финнов-ингерманландцев. В 1996 г. был восстановлен католический приход и зарегистрирована община, а в 2004 году освящена часовня во имя Св. Антония Падуанского. 7 февраля 2000 г. был официально зарегистрирован лютеранский приход Св. Марка.
Местночтимые святые: Святой благоверный князь Владимир Псковский (Великолуцкий) — память 15 июля, 23 июня, в 1-е воскресенье после 29 июня — в Соборе Тверских святых; Преподобный Мартирий Зеленецкий, Великолуцкий чудотворец — память 1 марта, 11 ноября; Святитель Тихон, Патриарх Московский — память 26 сентября.
- Епархиальное управление (бывш. семинария)
- Свято-Вознесенский собор
- Спасо-Преображенская и Троицкая церковь в начале XX в.
- Казанская церковь

### Другие религиозные сооружения
- Католический костёл св. Антония Падуанского и Преподобной Девы Марии — освящён в 1904 году. Разрушен во время Великой Отечественной войны. В настоящее время сохранились развалины здания.
- Синагога — действовала с 1902 до 1929 года. В настоящее время в здании располагается городская телефонная станция.

### Средства массовой информации (районные)

#### Радиостанции
| Частота МГц | Название и состояние                 |
| ----------- | ------------------------------------ |
| 87,6        | Дорожное радио                       |
| 88,3        | Наше Радио                           |
| 90,0        | Comedy Radio                         |
| 90,5        | Радио Дача                           |
| 91,0        | Питер FM(ПЛАН                        |
| 91,5        | Like FM                              |
| 93,5        | Радио Шоколад                        |
| 100,4       | Радио Монте-Карло                    |
| 100,9       | Love Radio                           |
| 101,6       | Русское Радио                        |
| 102,2       | Маруся FM                            |
| 102,6       | Радио Комсомольская Правда / Луки FM |
| 103,4       | Европа Плюс                          |
| 103,8       | Радио России / ГТРК Псков            |
| 104,5       | Ретро FM                             |
| 105,2       | Радио Ваня                           |
| 105,7       | Радио ENERGY                         |
| 106,1       | Авторадио                            |
| 106,8       | Радио родных дорог                   |
| 107,9       | Новое радио                          |

#### Телеканал
- «Великолукская телерадиокомпания» в эфире телеканала 360°

Периодические городские издания:
- «Стерх-Великие Луки»
- «Великолукская правда-новости»
- АНО «Великолукская Правда»
- «Великолукское обозрение»
- «Наш путь»
- «Ведомости Псков-Великие Луки»

## Туризм и рекреация
- Городской парк культуры и отдыха с лодочной станцией.
- На границе с Великолукским районом расположен санаторий минеральных вод «Голубые озёра» (деревня Опухлики, Малый Иван (озеро)).
- ГУП «Областной центр детского, семейного отдыха и оздоровления».
- ГУЗ «Великолукский детский санаторий».
- Физкультурно-оздоровительный центр «Атлант».
- Клуб воздухоплавания «Аэролуки» (полёт на мотодельтаплане, аэростате, погружение с аквалангом).
- Частная обсерватория «Великие Луки» (под кодом «C00»).
- Организованные формы детско-юношеского отдыха, оздоровления и занятости (летние лагеря), Великолукский район: «Берёзка» (деревня Гололобы), «Чайка» (деревня Борки), «Космос» (деревня Урицкое, Урицкое озеро), «Звёздный» (деревня Опухлики, Малый Иван (озеро))[98].
- База отдыха «Лесное озеро» (деревня Урицкое).
- Конный клуб «Карина».
- ПРОО «Великолукский кинологический центр» (которому более 28 лет).
- Филиал Псковского регионального «Общества защиты животных».
- Великолукский Филиал Псковского и районного общества охотников и рыболовов.
- Спортивный вейкбордический клуб «Вейк Луки Парк» (д. Переслегино)

В Великих Луках проводятся:
- Международная Встреча воздухоплавателей
- Этап Чемпионата России по велосипедному спорту
- Ралли «Авто-Альянс Великие Луки»
- Соревнования по мотокроссу (трасса Булынино)
- Байкерский сезон
- Чемпионат России по стрельбе из лука
- Ежегодный фестиваль интеллектуальных игр среди школьников «Встречи на Ловати»
- Открытый Кубок Псковской области по кабельному вейкборду (проводится с 2021 г. в «Вейк Луки Парк» под эгидой Федерации воднолыжного спорта Псковской области, ежегодные соревнования)

## Достопримечательности
- Великолукская крепость времён Северной войны 1704—1708 годов (Л. Ф. Магницкий)  Объект культурного наследия № 6010097000№ 6010097000
- Бронзовый памятник-могила  Александра Матросова (Е. В. Вучетич)[99]  Объект культурного наследия № 6010099000№ 6010099000
- Памятная стела «Город воинской славы»
- Памятник А. С. Пушкину (В. А. Алексеев)
- Бюст дважды героя Советского Союза маршала  К. К. Рокоссовского (З. И. Азгур, Г. А. Захаров)  Объект культурного наследия № 6010102000№ 6010102000
- Памятник академику  И. М. Виноградову (Ю. П. Поммер, Н. А. Ковальчук) и Мемориальный дом-музей академика И. М. Виноградова  Объект культурного наследия № 6010101000№ 6010101000
- Литературно-художественный музей истории Великой Отечественной войны имени И. А. Васильева и Дом экологического просвещения (в составе Борковского музейного комплекса)
- Памятник и мемориальный музей-заповедник композитора М. П. Мусоргского (деревня Наумово)  Объект культурного наследия № 6010140000№ 6010140000
- Музей-усадьба Софьи Ковалевской (деревня Полибино)  Объект культурного наследия № 6010111000№ 6010111000
- Обелиск Советским воинам, погибшим при освобождении города Великие Луки от немецко-фашистских захватчиков 1942—1943 гг. (М. Порт)  Объект культурного наследия № 6000000497№ 6000000497
- Цветные фонтаны (А. К. Логинов)
- Славянское городище IX—X веков (в 4 км от города, деревня Полибино)  Объект культурного наследия № 6010109000№ 6010109000
- Памятник-танк в честь героических подвигов воинов-танкистов, принимавших участие в освобождении города  Объект культурного наследия № 6000130000№ 6000130000
- Воинское Братское кладбище советских воинов, погибших в боях с фашистами  Объект культурного наследия № 6000140000№ 6000140000
- Бюст Героя Советского Союза К. С. Заслонова

### Памятники архитектуры
Хотя история Великих Лук насчитывает свыше восьми веков, в нём отсутствуют здания средневековой архитектуры — в Смутное время и в годы Великой Отечественной войны, при обороне и во время освобождения, город был дважды фактически стёрт с лица земли и отстроен заново, помимо восстановленных, зданиями сталинского ампира. Большинство церквей было снесено по решению городского комитета КПСС. От дореволюционной застройки сохранились:
- Казанская церковь (1821 г.), переулок Водопроводный  Объект культурного наследия № 6010100000№ 6010100000
- Вознесенский собор (1752 г.), улица К. Либкнехта  Объект культурного наследия № 6001104000№ 6001104000
- Здание духовного училища (1914 г.), улица Ставского, 63/4  Объект культурного наследия № 6001105000№ 6001105000
- Купеческий особняк (Казаковский дом) (XIX в.), улица Ставского, 79 (больница)  Объект культурного наследия № 6010096000№ 6010096000
- Почтовая контора (1913 г.), ул. Некрасова, 1
- Торговая палата (XIX в.), Октябрьский просп., 35
- Дом купца Вязьменского (1914 г.), ул. Некрасова, 4/2
- Аптекарский магазин (XIX в.), ул. Некрасова, 8
- Дом врача (XIX в.), Долгая ул.  Объект культурного наследия № 6001102000№ 6001102000
- Дом купца с лавкой (XIX в.), ул. Ставского, 14  Объект культурного наследия № 6001106000№ 6001106000
- Реальное училище (1904—1906 гг.), Юбилейная ул., 4  Объект культурного наследия № 6000000496№ 6000000496
- 2-е городское училище (1911 г.), ул. Ботвина, 12
- Дом купца Демешко (XIX в.), ул. Лизы Чайкиной, 15/21
- Здания XIX в., ул. Шмидта, 7, 8
- Земская больница (1876 г.), Больничная ул., 10
- Здание «Круглого дома» (1778 г.), ул. Некрасова, 9
- Здание спиртзавода Корвин-Круковских (1810—1887 гг.), Холмская ул., 3
- Здание мастерских Вознесенского монастыря (XIX в.), ул. Карла Либкнехта, 5  Объект культурного наследия № 6000000679№ 6000000679
- Здание приходского училища XIX в., Краснофлотская наб.
- Бывший спиртзавод Эльстинга на острове Дятлинка
- Здание XIX в., ул. Энгельса, 13
- Здание XIX в., ул. Энгельса, 15
- Здание XIX в., ул. 3-й Ударной Армии, 75

- Утраченные памятники архитектуры
- Покровская церковь (1751)
- Пятницкая церковь (1731)
- Троицкая церковь (1732)
- Спасо-Преображенская церковь (1733)
- Воскресенский собор (1692)

## Фильмы и книги о Великих Луках
- Козлов В. Ф. Я спешу за счастьем. — Л., 1979. — 544 с.
- Лямин М. А. Великолукский удар // Четыре года в шинелях. Повесть о родной дивизии. — Ижевск, 1970. — С. 89—184.
- О. П. Шишкина. Глава III // Заметки и воспоминания русской путешественницы по России. — СПб., 1848. — Т. 1. — С. 36—43.
- Случевский К. К. Великие Луки // По Северо-Западу России: По Западу России. — 2-е изд. — СПб., 1897. — Т. 2. — С. 263—268.
- «„Где ты теперь, Максим?“, СССР, Мосфильм, 1964, ч/б, 81 мин. Режиссёр: Эдмонд Кеосаян» (англ.) на сайте Internet Movie Database
- «Солнце на стене», 2 серии, СССР, 1970. Режиссёры: К. Худяков, Т. Татаришвили
- «Иван Великий», СССР, Мосфильм, 1987, 99 мин. Режиссёр: Гавриил Егиазаров
- «„Пришёл солдат с фронта“, СССР, Мосфильм, 1971, ч/б, 86 мин. Режиссёр: Николай Губенко» (англ.) на сайте Internet Movie Database
- «„Механическая сюита“, Россия, Кинокомпания „GP“, 2001, 100 мин. Режиссёр: Дмитрий Месхиев» (англ.) на сайте Internet Movie Database
- «„Охотник“, Россия, Кинокомпания СТВ, 2011, 124 мин. Режиссёр: Бакур Бакурадзе» (англ.) на сайте Internet Movie Database
- Письма из провинции. Великие Луки (телеканал «Культура», эфир 15.09.05 г.); Российский курьер. Фильм 28. Великие Луки (телеканал «Культура», эфир 14.06.06 г.)
- «Великие Луки — малый Сталинград». Док. фильм. Режиссёр: Т. Г. Киселёва. Россия, М.: «Мгновение», Минкультуры РФ, 2012. 26 мин.

## Город в названиях
- 19 марта 2015 года на заводе «Адмиралтейские верфи» в Санкт-Петербурге заложили дизель-электрическую подводную лодку «Великие Луки» проекта 677 «Лада»[101].

В период Второй мировой войны существовал танк канадских ВС марки «Шерман», носивший имя собственное «Velikie Luki».

## Города-побратимы
- Сейняйоки
- Маарду
- Полоцк
- Джалал-Абад